# Ministri degli interni della Finlandia
Il presente elenco raccoglie tutti i nomi dei titolari del Ministero degli interni della Finlandia, dalla nascita del Consiglio di Stato nel 1918. 

## Lista
| Nr | Ritratto                             | Ministro                   | Mandato                              | Partito                          | Governo                           | Presidente                         | Ritratto |
| -- | ------------------------------------ | -------------------------- | ------------------------------------ | -------------------------------- | --------------------------------- | ---------------------------------- | -------- |
| 1  |                                      | Arthur Castrén             | 27 novembre 1917 - 27 maggio 1918    | NP                               | Pehr Evind Svinhufvud             | Reggente                           |          |
| 1  | 27 maggio 1918 - 27 novembre 1918    | Arthur Castrén             | Juho Kusti Paasikivi                 | NP                               |                                   | Reggente                           |          |
| 2  |                                      | Antti Tulenheimo           | 27 novembre 1918 - 17 aprile 1919    | Kok                              | Lauri Ingman                      | Reggente                           |          |
| 3  |                                      | Carl Voss-Schrader         | 17 aprile 1919 - 15 agosto 1919      | RKP                              | Kaarlo Castrén                    | Kaarlo Juho Ståhlberg              |          |
| 4  |                                      | Heikki Ritavuori           | 15 agosto 1919 - 15 marzo 1920       | KE                               | Juho Vennola                      | Kaarlo Juho Ståhlberg              |          |
| 5  |                                      | Albert von Hellens         | 15 marzo 1920 - 9 aprile 1921        | KE                               | Rafael Erich                      | Kaarlo Juho Ståhlberg              |          |
| 6  |                                      | Heikki Ritavuori           | 9 aprile 1921 - 14 febbraio 1922     | KE                               | Juho Vennola                      | Kaarlo Juho Ståhlberg              |          |
| 7  |                                      | Heimo Helminen             | 24 febbraio 1922 - 2 giugno 1922     | KE                               | Juho Vennola                      | Kaarlo Juho Ståhlberg              |          |
| 8  |                                      | Yrjö Johannes Eskelä       | 2 giugno 1922 - 14 novembre 1922     | Indipendente                     | Aimo Cajander                     | Kaarlo Juho Ståhlberg              |          |
| 9  |                                      | Vilkku Joukahainen         | 14 novembre 1922 - 18 gennaio 1924   | Lega Agraria                     | Kyösti Kallio                     | Kaarlo Juho Ståhlberg              |          |
| 10 |                                      | Yrjö Johannes Eskelä       | 18 gennaio 1924 - 31 maggio 1924     | Indipendente                     | Aimo Cajander                     | Kaarlo Juho Ståhlberg              |          |
| 11 |                                      | Gunnar Sahlstein           | 31 maggio 1924 - 31 marzo 1925       | Kok                              | Lauri Ingman                      | Lauri Kristian Relander            |          |
| 12 |                                      | Matti Aura                 | 31 marzo 1925 - 31 dicembre 1925     | Indipendente                     | Antti Tulenheimo                  | Lauri Kristian Relander            |          |
| 13 |                                      | Gustaf Ignatius            | 31 dicembre 1925 - 13 dicembre 1926  | Kok                              | Kyösti Kallio                     | Lauri Kristian Relander            |          |
| 14 |                                      | Rieti Itkonen              | 13 dicembre 1926 - 12 aprile 1927    | SDP                              | Väinö Tanner                      | Lauri Kristian Relander            |          |
| 15 |                                      | Olavi Heikki Puro          | 29 aprile 1927 - 17 dicembre 1927    | SDP                              | Väinö Tanner                      | Lauri Kristian Relander            |          |
| 16 |                                      | Matti Aura                 | 17 dicembre 1927 - 22 dicembre 1928  | Indipendente                     | Juho Sunila                       | Lauri Kristian Relander            |          |
| 17 |                                      | Toivo Mikael Kivimäki      | 22 dicembre 1928 - 16 agosto 1929    | KE                               | Oskari Mantere                    | Lauri Kristian Relander            |          |
| 18 |                                      | Arvo Linturi               | 16 agosto 1929 - 4 luglio 1930       | Indipendente                     | Kyösti Kallio                     | Lauri Kristian Relander            |          |
| 19 |                                      | Erkki Kuokkanen            | 4 luglio 1930 - 18 febbraio 1931     | Kok                              | Pehr Evind Svinhufvud             | Lauri Kristian Relander            |          |
| 19 | 18 febbraio 1931 - 21 marzo 1931     | Erkki Kuokkanen            | Juho Sunila                          | Kok                              | Pehr Evind Svinhufvud             |                                    |          |
| 20 |                                      | Ernst von Born             | Juho Sunila                          | 21 marzo 1931 - 14 dicembre 1932 | Pehr Evind Svinhufvud             | RKP                                |          |
| 21 |                                      | Yrjö Puhakka               | 14 dicembre 1932 - 7 ottobre 1936    | Indipendente                     | Pehr Evind Svinhufvud             | Toivo Mikael Kivimäki              |          |
| 21 | 7 ottobre 1936 - 12 marzo 1937       | Yrjö Puhakka               | Kyösti Kallio                        | Indipendente                     | Pehr Evind Svinhufvud             |                                    |          |
| 22 |                                      | Urho Kekkonen              | 12 marzo 1937 - 1º dicembre 1939     | Lega Agraria                     | Aimo Cajander                     | Kyösti Kallio                      |          |
| 23 |                                      | Ernst von Born             | 1º dicembre 1939 - 19 dicembre 1940  | RKP                              | Risto Ryti                        | Kyösti Kallio                      |          |
| 23 | 19 dicembre 1940 - 13 maggio 1941    | Ernst von Born             | Jukka Rangell                        | RKP                              | Risto Ryti                        |                                    |          |
| 24 |                                      | Toivo Horelli              | Jukka Rangell                        | 13 maggio 1941 - 5 marzo 1943    | Risto Ryti                        | Kok                                |          |
| 25 |                                      | Leo Ehrnrooth              | 5 marzo 1943 - 8 agosto 1944         | RKP                              | Edwin Linkomies                   | Carl Gustaf Emil Mannerheim        |          |
| 26 |                                      | Kaarlo Hillilä             | 8 agosto 1944 - 21 settembre 1944    | Lega Agraria                     | Antti Hackzell                    | Carl Gustaf Emil Mannerheim        |          |
| 26 | 21 settembre 1944 - 17 novembre 1944 | Kaarlo Hillilä             | Urho Castrén                         | Lega Agraria                     |                                   | Carl Gustaf Emil Mannerheim        |          |
| 26 | 17 novembre 1944 - 17 aprile 1945    | Kaarlo Hillilä             | Juho Kusti Paasikivi                 | Lega Agraria                     |                                   | Carl Gustaf Emil Mannerheim        |          |
| 27 |                                      | Yrjö Leino                 | 26 marzo 1946 - 22 maggio 1948       | DFFF                             | Mauno Pekkala                     | Juho Kusti Paasikivi               |          |
| 28 |                                      | Eino Kilpi                 | 22 maggio 1948 - 29 luglio 1948      | DFFF                             | Mauno Pekkala                     | Juho Kusti Paasikivi               |          |
| 29 |                                      | Aarre Simonen              | 29 luglio 1948 - 17 marzo 1950       | SDP                              | Karl-August Fagerholm             | Juho Kusti Paasikivi               |          |
| 30 |                                      | Urho Kekkonen              | 17 marzo 1950 - 17 gennaio 1951      | Lega Agraria                     | Urho Kekkonen                     | Juho Kusti Paasikivi               |          |
| 31 |                                      | Vieno Johannes Sukselainen | 17 gennaio 1951 - 17 marzo 1953      | Lega Agraria                     | Urho Kekkonen                     | Juho Kusti Paasikivi               |          |
| 32 |                                      | Heikki Kannisto            | 17 marzo 1953 - 17 novembre 1953     | SK                               | Urho Kekkonen                     | Juho Kusti Paasikivi               |          |
| 32 | 17 novembre 1953 - 5 maggio 1954     | Heikki Kannisto            | Sakari Tuomioja                      | SK                               |                                   | Juho Kusti Paasikivi               |          |
| 33 |                                      | Väinö Leskinen             | 5 maggio 1954 - 20 ottobre 1954      | SDP                              | Ralf Törngren                     | Juho Kusti Paasikivi               |          |
| 33 | 20 ottobre 1954 - 30 settembre 1955  | Väinö Leskinen             | Urho Kekkonen                        | SDP                              | Urho Kekkonen                     |                                    |          |
| 34 |                                      | Valto Käkelä               | Urho Kekkonen                        | SDP                              | Urho Kekkonen                     | 30 settembre 1955 - 3 marzo 1956   |          |
| 35 |                                      | Vilho Väyrynen             | 3 marzo 1956 - 27 maggio 1957        | SDP                              | Urho Kekkonen                     | Karl-August Fagerholm              |          |
| 36 |                                      | Harras Kyttä               | 27 maggio 1957 - 2 settembre 1957    | SK                               | Urho Kekkonen                     | Vieno Johannes Sukselainen         |          |
| 37 |                                      | Teuvo Aura                 | 2 settembre 1957 - 29 novembre 1957  | Indipendente                     | Urho Kekkonen                     | Vieno Johannes Sukselainen         |          |
| 38 |                                      | Urho Kiukas                | 29 novembre 1957 - 26 aprile 1958    | Indipendente                     | Urho Kekkonen                     | Rainer von Fieandt                 |          |
| 39 |                                      | Harras Kyttä               | 26 aprile 1958 - 29 agosto 1958      | SK                               | Urho Kekkonen                     | Reino Kuuskoski                    |          |
| 40 |                                      | Atte Pakkanen              | 29 agosto 1958 - 13 gennaio 1959     | Lega Agraria                     | Urho Kekkonen                     | Karl-August Fagerholm              |          |
| 41 |                                      | Eino Palovesi              | 13 gennaio 1959 - 4 febbraio 1960    | Lega Agraria                     | Urho Kekkonen                     | Vieno Johannes Sukselainen         |          |
| 42 |                                      | Eemil Luukka               | 4 febbraio 1960 - 14 luglio 1961     | Lega Agraria                     | Urho Kekkonen                     | Vieno Johannes Sukselainen         |          |
| 42 | 14 luglio 1961 - 13 aprile 1962      | Eemil Luukka               | Martti Miettunen                     | Lega Agraria                     | Urho Kekkonen                     |                                    |          |
| 43 |                                      | Eeli Erkkilä               | 13 aprile 1962 - 8 febbraio 1963     | Lega Agraria                     | Urho Kekkonen                     | Ahti Karjalainen                   |          |
| 44 |                                      | Niilo Ryhtä                | 8 febbraio 1963 - 18 dicembre 1963   | Lega Agraria                     | Urho Kekkonen                     | Ahti Karjalainen                   |          |
| 45 |                                      | Arno Hannus                | 18 dicembre 1963 - 12 settembre 1964 | Indipendente                     | Urho Kekkonen                     | Reino Ragnar Lehto                 |          |
| 46 |                                      | Niilo Ryhtä                | 12 settembre 1964 - 27 maggio 1966   | KESK                             | Urho Kekkonen                     | Johannes Virolainen                |          |
| 47 |                                      | Martti Viitanen            | 27 maggio 1966 - 30 novembre 1967    | SDP                              | Urho Kekkonen                     | Rafael Paasio                      |          |
| 47 |                                      | Antero Väyrynen            | 30 novembre 1967 - 22 marzo 1968     | SDP                              | Urho Kekkonen                     | Rafael Paasio                      |          |
| 47 | 22 marzo 1968 - 14 maggio 1970       | Antero Väyrynen            | Mauno Koivisto                       | SDP                              | Urho Kekkonen                     |                                    |          |
| 48 |                                      | Teemu Hiltunen             | 14 maggio 1970 - 15 luglio 1970      | Indipendente                     | Urho Kekkonen                     | Teuvo Aura                         |          |
| 49 |                                      | Artturi Jämsén             | 15 luglio 1970 - 15 agosto 1970      | KESK                             | Urho Kekkonen                     | Teuvo Aura                         |          |
| 49 | 15 agosto 1970 - 28 maggio 1971      | Artturi Jämsén             | Ahti Karjalainen                     | KESK                             | Urho Kekkonen                     |                                    |          |
| 50 |                                      | Eino Uusitalo              | Ahti Karjalainen                     | KESK                             | Urho Kekkonen                     | 28 maggio 1971 - 29 ottobre 1971   |          |
| 51 |                                      | Heikki Tuominen            | 29 ottobre 1971 - 23 febbraio 1972   | Indipendente                     | Urho Kekkonen                     | Teuvo Aura                         |          |
| 52 |                                      | Martti Viitanen            | 23 febbraio 1972 - 4 settembre 1972  | SDP                              | Urho Kekkonen                     | Rafael Paasio                      |          |
| 53 |                                      | Heikki Tuominen            | 4 settembre 1972 - 13 giugno 1975    | Indipendente                     | Urho Kekkonen                     | Kalevi Sorsa                       |          |
| 54 |                                      | Heikki Koski               | 13 giugno 1975 - 30 novembre 1975    | Indipendente                     | Urho Kekkonen                     | Keijo Liinamaa                     |          |
| 55 |                                      | Paavo Tiilikainen          | 30 novembre 1975 - 29 settembre 1976 | SDP                              | Urho Kekkonen                     | Martti Miettunen                   |          |
| 56 |                                      | Eino Uusitalo              | 29 settembre 1976 - 15 maggio 1977   | KESK                             | Urho Kekkonen                     | Martti Miettunen                   |          |
| 56 | 15 maggio 1977 - 26 aprile 1979      | Eino Uusitalo              | Kalevi Sorsa                         | KESK                             | Urho Kekkonen                     |                                    |          |
| 56 | 26 aprile 1979 - 19 febbraio 1982    | Eino Uusitalo              | Mauno Koivisto                       | KESK                             | Urho Kekkonen                     |                                    |          |
| 57 |                                      | Matti Ahde                 | 19 febbraio 1982 - 30 settembre 1983 | SDP                              | Kalevi Sorsa                      | Mauno Koivisto                     |          |
| 58 |                                      | Matti Luttinen             | 30 settembre 1983 - 30 novembre 1984 | SDP                              | Kalevi Sorsa                      | Mauno Koivisto                     |          |
| 59 |                                      | Kaisa Raatikainen          | 30 novembre 1984 - 30 aprile 1987    | SDP                              | Kalevi Sorsa                      | Mauno Koivisto                     |          |
| 60 |                                      | Jarmo Rantanen             | 30 aprile 1987 - 26 aprile 1991      | SDP                              | Harri Holkeri                     | Mauno Koivisto                     |          |
| 61 |                                      | Mauri Pekkarinen           | 26 aprile 1991 - 13 aprile 1995      | KESK                             | Esko Aho                          | Martti Ahtisaari                   |          |
| 62 |                                      | Jan-Erik Enestam           | 13 aprile 1995 - 15 aprile 1999      | RKP                              | Paavo Lipponen                    | Martti Ahtisaari                   |          |
| 63 |                                      | Kari Häkämies              | 15 aprile 1999 - 1º marzo 2000       | Kok                              | Paavo Lipponen                    | Martti Ahtisaari                   |          |
| 63 | 1º marzo 2000 - 1º settembre 2000    | Kari Häkämies              | Tarja Halonen                        | Kok                              | Paavo Lipponen                    |                                    |          |
| 64 |                                      | Ville Itälä                | Tarja Halonen                        | Kok                              | Paavo Lipponen                    | 1º settembre 2000 - 17 aprile 2003 |          |
| 65 |                                      | Kari Rajamäki              | Tarja Halonen                        | 17 aprile 2003 - 24 giugno 2003  | SDP                               | Anneli Jäätteenmäki                |          |
| 65 | 24 giugno 2003 - 19 aprile 2007      | Kari Rajamäki              | Tarja Halonen                        | Matti Vanhanen                   | SDP                               |                                    |          |
| 66 |                                      | Anne Holmlund              | Tarja Halonen                        | Matti Vanhanen                   | 19 aprile 2007 - 22 giugno 2010   | Kok                                |          |
| 66 | 22 giugno 2010 - 22 giugno 2011      | Anne Holmlund              | Tarja Halonen                        | Mari Kiviniemi                   |                                   | Kok                                |          |
| 67 |                                      | Päivi Räsänen              | 22 giugno 2011 - 24 giugno 2014      | KD                               | Jyrki Katainen                    | Sauli Niinistö                     |          |
| 67 | 24 giugno 2014 - 29 maggio 2015      | Päivi Räsänen              | Alexander Stubb                      | KD                               |                                   | Sauli Niinistö                     |          |
| 68 |                                      | Petteri Orpo               | 29 maggio 2015 - 22 giugno 2016      | Kok                              | Juha Sipilä                       | Sauli Niinistö                     |          |
| 69 |                                      | Paula Risikko              | 22 giugno 2016 - 5 febbraio 2018     | Kok                              | Juha Sipilä                       | Sauli Niinistö                     |          |
| 70 |                                      | Kai Mykkänen               | 5 febbraio 2018 - 6 giugno 2019      | Kok                              | Juha Sipilä                       | Sauli Niinistö                     |          |
| 71 |                                      | Maria Ohisalo              | 6 giugno 2019 - 10 dicembre 2019     | Lega Verde                       | Antti Rinne                       | Sauli Niinistö                     |          |
| 71 | 10 dicembre 2019 - 19 novembre 2021  | Maria Ohisalo              | Sanna Marin                          | Lega Verde                       |                                   | Sauli Niinistö                     |          |
| 72 |                                      | Krista Mikkonen            | Sanna Marin                          | Lega Verde                       | 19 novembre 2021 - 20 giugno 2023 | Sauli Niinistö                     |          |
| 73 |                                      | Mari Rantanen              | 20 giugno 2023 - in carica           | PS                               | Petteri Orpo                      | Sauli Niinistö                     |          |